# Alternative für die Bulgarische Wiedergeburt

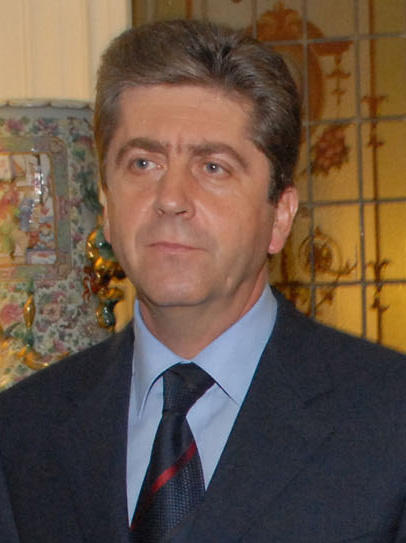
Georgi Parwanow, Gründer der Alternative für die Bulgarische Wiedergeburt

Die Alternative für die Bulgarische Wiedergeburt (bulgarisch Алтернатива за българско възраждане, АБВ Alternatiwa sa balgarsko wasraschdane, ABW) ist eine Mitte-links-Partei in Bulgarien. Ihre Abkürzung АБВ sind die ersten drei Buchstaben des kyrillischen Alphabets (entsprechend ABC im lateinischen Alphabet).

## Geschichte
Die Partei wurde durch ihren derzeitigen Vorsitzenden Georgi Parwanow gegründet, der zwischen 2002 und 2012 Präsident Bulgariens war. Sie ist eine Abspaltung der Bulgarischen Sozialistischen Partei.

## Wahlen
In den Europawahlen im Mai 2014 erhielt die Partei etwa 4 % der Stimmen, was nicht für die Erlangung eines der 17 bulgarischen Sitze im Europaparlament ausreichte.
Bei den Parlamentswahlen in Bulgarien im Oktober 2014 erreichte die ABW 4,15 % der Stimmen und damit 11 Sitze in der 43. Narodno Sabranie. Sie war als Koalitionspartner an der Regierung Borissow II beteiligt und stellte mit Iwajlo Kalfin den Minister für Arbeit und Sozialpolitik und stellvertretenden Ministerpräsidenten.
Bei der Parlamentswahl 2017 erhielt ABW nur noch 1,55 % der Stimmen und verlor sämtliche Mandate in der Narodno Sabranie.
Für die Parlamentswahl in Bulgarien im April 2023 schloss sie sich mit anderen mitte-Links Parteien ehemaliger BSP-Mitglieder und gründete die Koalition Lewizata! (dt. Die Linke!).

### Wahlergebnisse
| Jahr | Wahl                         | Stimmenanteil | Sitze              |
| ---- | ---------------------------- | ------------- | ------------------ |
| 2014 | Europawahl 2014              | 4,02 %        | 0/17               |
| 2014 | Parlamentswahl 2014          | 4,15 %        | 11/240             |
| 2017 | Parlamentswahl 2017          | 1,55 %        | 0/240 1            |
| 2019 | Europawahl 2019              | 0,86 %        | 0/17 2             |
| 2021 | Parlamentswahl April 2021    | 0,46 %        | 0/240              |
| 2021 | Parlamentswahl Juli 2021     | 13,21 %       | 1/240 3 von 36/240 |
| 2021 | Parlamentswahl November 2021 | 10,21 %       | 1/240 3 von 26/240 |

## Vorsitzende
| Name                | Amtszeit (Beginn) | Amtszeit (Ende) |
| ------------------- | ----------------- | --------------- |
| Georgi Parwanow     | 25. Januar 2014   | 15. Januar 2017 |
| Konstantin Prodanow | 15. Januar 2017   | 19. Mai 2018    |
| Rumen Petkow        | 19. Mai 2018      |                 |